# Frederick Handley Page
Sir Frederick Handley Page, (15. listopadu 1885 – 21. dubna 1962) byl britský podnikatel, letecký konstruktér a výrobce letadel.
Jeho společnost Handley Page Limited vyráběla celou řadu typů vojenských letadel, včetně např. letounu Handley Page Halifax během 2. světové války, kterého bylo vyrobeno přibližně 7000 kusů. Vyráběl také civilní letadla – jedním z nejznámějších byl Handley Page HP-42 – „vlajková loď“ letecké dopravní společnosti Imperial Airways.